# 아이딘 스마굴로프
아이딘 쿠다이베르게노비치 스마굴로프(키르기스어·러시아어: Айды́н Кудайберге́нович Смагу́лов, 카자흐어: Айдын Құдайбергенұлы Смағұлов 아이든 쿠다이베르게눌르 스마굴로프, 1976년 12월 1일~)는 카자흐스탄과 키르기스스탄의 유도 선수이다. 카자흐스탄 유도 국가대표로 활동하다가 1999년에 키르기스스탄으로 귀화하였다. 이후 2000년 하계 올림픽 남자 엑스트라라이트급에서 동메달을 획득했으며, 이는 키르기스스탄 역사상 최초의 올림픽 메달이다. 이후 2001년에 카자흐스탄 국적을 회복하여 카자흐스탄 선수로 활동했다.